# Idriss Carlos Kameni
Carlos Idriss Kameni (Douala, 1984. február 18. –) kameruni válogatott labdarúgó, az andorrai Santa Coloma kapusa.

## Pályafutása

### Klubcsapatokban
Idriss Carlos Kameni Douala városában született, Kamerunban 1984 februárjában. Bátyja, Mathurin Kameni szintén labdarúgókapus volt. Rövid ideig hazájában pallérozódott a Kadji sportakadémián. 2000-ben Franciaországba költözött és a Le Havre játékosa lett, de mivel nem tudott első számú kapussá válni, a 2002–2003-as szezonra kölcsönbe került a Saint-Étienne gárdájához, viszont itt nem kapott lehetőséget.
2001-ben az olasz Juventus érdeklődött iránta, a 2003–2004-es kiírásra pedig az angol Wolerhampton Wanderers szerette volna leigazolni, de az üzlet nem valósult meg, mert Kameni nem kapott munkavállalási engedélyt az Egyesült Királyságban.
2004 júliusában, 20 évesen az Espanyol csapatához szerződött, körülbelül 600 ezer amerikai dollár értékben. 2006 elején a klub felfüggesztett két szurkolót a játékossal szembeni rasszista visszaélés miatt. A későbbiek folyamán több botránya is volt. A 2008–2009-es év végén megdöntötte honfitársa, Thomas N'Kono kapott gól nélküli rekordját is, ezzel 498 percre módosítva azt. Az ezt követő években egyre ritkábban kapott játéklehetőséget és csupán cserekapusnak számított. 2012-ig összesen 222 bajnokin szerepelt.
2012. január 13-án a Málagához igazolt. Március 25-én debütált az egyesület szerelésében, miután a korábbi csapata elleni 2–1-es idegenbeli győzelem első félidejében a lesérült Willy Caballerót pótolta. 2014-ben előbbi a Manchester City klubjához ment át, így Kameni rendszeres kezdővé vált. 2015 szeptemberében ő lett az első kapus, aki gólpasszt adott a spanyol élvonalban, mivel Charles Dias de Oliveira a Real Sociedad elleni 3–1-es hazai győzelem során az ő indításából volt eredményes.
2017 júliusában hároméves szerződést írt alá a török Fenerbahçe SK-val. Szeptember 17-én debütált a Süper Lig-ben az Alanyaspor elleni 4–1-es vereség alkalmával. 2019. augusztus 28-án közös megegyezéssel felbontotta a kontraktusát.
2021 áprilisában, 37 évesen bejelentette visszavonulását a profi labdarúgástól. Nem sokkal később a dzsibuti Arta/Solar7 játékosa lett, majd 2022 augusztusában megállapodott az andorrai UE Santa Coloma csapatával.

### A válogatottban
2000. szeptember 30-án, 16 évesen aranyérmet nyert a Kameruni U23-as válogatottal az ausztráliai Sydney-ben zajló nyári olimpiai játékokon. Az utánpótlás csapatok után, 2001 és 17 éves óta volt tagja a kameruni felnőtt válogatottnak, amelynek színeiben több Afrikai nemzetek kupáján is indult. Ő volt az első számú kapus, amikor hazája ezüstérmes lett a 2003-as konföderációs kupán. 2002-ben, 18 évesen bekerült Kamerun 23 fős keretébe a 2002-es világbajnokságra. 2006–2007-ben "A legjobb afrikai kapusnak" választották meg. A 2010-es dél-afrikai világbajnokságra is nevezték, ott azonban csak tartalékos volt Souleymanou Hamidou mögött.
2015. október 27-én, több mint két évvel azután, hogy nem volt válogatott mérkőzése, az új szövetségi kapitány, Volker Finke behívta a Niger elleni 2018-as világbajnoki selejtezőre.

## Sikerei, díjai

### Klubcsapatokban
Espanyol
- Spanyol kupa: 2005–2006[30]
- UEFA-kupa döntős: 2006–2007

### A válogatottban
Kamerun U23
- Olimpiai játékok: 2000

 Kamerun
- Afrikai nemzetek kupája: 2002[31]
- Konföderációs kupa döntős: 2003

### Egyéni
- Málaga – Az év játékosa: 2014–2015[32]